# Iowa Falls
Iowa Falls è una città degli Stati Uniti d'America, situata nello Stato dell'Iowa, nella Contea di Hardin.